# 密毛蚂蝗七
密毛蚂蝗七（学名：Chirita fimbrisepala var. mollis）为苦苣苔科唇柱苣苔属下的一个变种。

## 扩展阅读
- 維基物種上的相關：密毛蚂蝗七